# Lene Auestad
Lene Auestad, född 8 oktober 1973 i Oslo, är en norsk filosof och författare. Hon doktorerade på etikprogrammet vid IFIKK, Universitetet i Oslo med en avhandling om fördomar, diskriminering och utanförskap, som 2015 gavs ut som en bok med titeln Respect, Plurality, and Prejudice: A Psychoanalytical and Philosophical Inquiry into the Dynamics of Social Exclusion and Discrimination in Dynamics of Social Exclusion and Discrimination. "Å gjennkjenne rasismen som er en del av det aksepterte offentlige ordskiftet og se sammenhengen mellom denne og den ekstreme rasismen bør være en prioritert oppgave for antirasister. Lene Auestads bok er i så måte obligatorisk lesning" skrev Magnus Eriksson i en recension av boken.
I ett kapitel om hatretorik i Respect, Plurality, and Prejudice och i senare artiklar har Auestad förespråkat att man ska bedöma fenomenet hatretorik ur ett socialt perspektiv.
Auestad har skrivit ett antal artiklar, med intresseområden inom kritisk teori, fenomenologi och psykoanalys.

## Konferensserie
Auestad startade den tvärvetenskapliga och internationella konferensserien Psychoanalysis and Politics 2010. Syftet med konferensserien är att tematisera hur aktuella politiska frågor fruktbart kan analyseras genom användning av psykoanalytisk teori. Serien är tvärvetenskaplig; den inbjuder till teoretiska bidrag och historiska, litterära eller kliniska fall från filosofer, sociologer, psykoanalytiker, psykoterapeuter, gruppanalytiker, litteraturvetare, historiker och andra. Perspektiv från olika psykoanalytiska håll är mycket välkomna. Serien är ett projekt där företrädare för olika vetenskaper samlas varje år. Syftet är att tillåta psykoanalytisk observation av samtida politiska händelser och processer och att lära sig hur politiska händelser och psykoanalytiskt tänkande kan påverka varandra. Ett av de antaganden som ligger till grund för konferenserna är att psykoanalysen inte kan tillåta sig lyxen att stänga sig ute från den samtida sociala miljön, och att den bör erkänna det kulturella och politiska inflytande som omvärlden har på den. Sedan 2010 har konferenserna hållits i Barcelona, Budapest, Helsingfors, Köpenhamn, Lissabon, London, Oslo, Paris, Stockholm och Wien, oftast i en psykoanalytisk förenings lokaler.

### Böcker, utställningar och teater
- 2021 "Intimitetens irrganger og ondskapens problem", bokrecension, Hannah Arendt. Kjærlighet og ondskap, av Ann Heberlein, Oslo, Cappelen Damm, 2020, i Agora nr. 3 2021, temanummer om Iliaden, red. Mari Lending och Kaja Skjerven Mollerin.[9]
- 2020 "Rasistisk retorikk blir rasistisk politikk", bokrecension, Rasismens retorikk. Studier i norsk offentlighet, av Frode Helland, Oslo, Pax 2019, Radikal Portal.[10]
- 2019 "Nyliberalismen og menneskets sjel. Subjektivitet og sosiale krefter", beskrivning av kapitlet "En nyliberal psyke" i boken Det er nok nå. Hvordan nyliberalismen ødelegger mennesker og natur, av Linn Stalsberg, Manifest forlag, 2019, Radikal Portal.[11]
- 2018 "Å snu blikket. Ways of Seeing på Black Box teater", i Radikal Portal.[12]
- 2018 "Viktig om vår tids fascisme", bokrecension, How Fascism Works. The Politics of Us and Them av Jason Stanley, Random House, 2018.[12]
- 2018 "En annen verden er mulig. Iffit Querishis Aktivistene på Utøya", Radikal Portal.[13]
- 2017 "Interkulturelt museum. Typisk dem", Radikal Portal,[14]
- 2015 "Ønsker en bredere bruk av rasisme-begrepet", bokrecension, Hva er rasisme av Sindre Bangstad og Cora Alexa Døving, Oslo, Universitetsforlaget 2015, Radikal Portal.[15]

### Översatta böcker
- Achille Mbembe, Nekropolitikk og andre essays. Oslo: Cappelens upopulære skrifter, Cappelen Damm 2022.[16]
- Sara Ahmed, Gledesdrepende essays. Oslo: Cappelens upopulære skrifter, Cappelen Damm 2021.[17]
- Siri Gullestad/ Bjørn Killingmo, The Theory and Practice of Psychoanalytic Therapy. Listening to the Subtext. London/ New York: Routledge 2019. (Från norska till engelska) Originalens tittel: Underteksten. Psykoanalytisk terapi i praksis. Oslo: Universitetsforlaget.[18]
- Hannah Arendt, Makt og vold. Tre essay. Oslo: Cappelens upopulære skrifter, Cappelen Damm 2017.[19]